# Azarschahr
Azarschahr (persisch آذرشهر; Āzar-Schahr) ist eine Stadt im Nordwesten Irans. Sie liegt in der Provinz Ost-Aserbaidschan. In der Stadt, die Hauptstadt des gleichnamigen Verwaltungsbezirks Azarschahr ist, leben etwa 39.115 Einwohner (2012).

## Geschichte
Der Ort wurde bei einem Erdbeben am 5. Februar 1641 völlig zerstört.

## Söhne und Töchter
- Hadi Ghaffari
- Torkan Daneshfar-Pätzoldt[3]